# Shock and Awe
Shock and Awe (S&A) (englisch „Schrecken (Schock) und Furcht“) bezeichnet eine Taktik, deren Ziel es ist, durch eine oder mehrere auf Schockwirkung ausgelegte militärische Maßnahme(n) den Gegner so zu verunsichern, dass es zu keinen nennenswerten Verteidigungsmaßnahmen kommt. Die Massenmedien verbreiteten den Terminus vor allem aufgrund seiner Verwendung durch die Streitkräfte der Vereinigten Staaten im Irakkrieg.

## Als militärische Taktik
S&A dient als militärische Taktik stets der Vorbereitung eines Bodenangriffs, als strategisches Konzept (wie z. B. im Irak-Krieg durch die US-Armee) ist der Zweck eine allgemeine Demoralisierung der gesamten Verteidigungsbereitschaft (z. B. Flächenbombardierung, Sperrfeuer, Flammenwerfereinsatz oder Aerosolbomben).
Der Begriff selbst wurde im Irak-Krieg durch den Generalstab geprägt, die Anwendung der Taktik ist aber deutlich älter. Die Vorbereitung eines Sturmangriffs im Ersten Weltkrieg wurde stets durch ein massives Trommelfeuer eingeleitet. Dieses sollte primär den Gegner aus den eigentlichen Verteidigungsstellungen der Gräben in die Schutz gebenden Unterstände vertreiben und demoralisieren. Des Weiteren wurden Flammenwerfer eingesetzt, um gezielt Bunkerbesatzungen einzuschüchtern und zur Aufgabe zu zwingen.
Ein Beispiel für ein Versagen des strategischen Ansatzes ist in der Bombardierung Englands durch die deutsche Luftwaffe im Zweiten Weltkrieg zu finden. Die englische Zivilbevölkerung sollte durch diese Angriffe demoralisiert werden. Von Einzelfällen abgesehen ist dies nicht gelungen, sondern hat den Widerstandswillen nur noch gestärkt. Genauso hatte das Morale Bombing der Engländer keinen Erfolg, sie sollte auch die deutsche Zivilbevölkerung demoralisieren, sie wurde aber auch nur gestärkt.
Schon früher wurden ähnliche Methoden angewendet, um den Gegner in Schrecken zu versetzen und seinen Kampfeswillen zu schwächen, allerdings waren diese limitiert durch die damaligen Möglichkeiten. Germanen und Gallier trommelten auf ihre Schilde, Samurai trugen Masken und Helme, die Furcht erregen sollten.
Als Vater von „shock and awe“ kann man den deutschen Oberstleutnant Georg Bruchmüller bezeichnen. Er war bei Beginn des Ersten Weltkriegs aus dem Ruhestand geholt worden und meinte: „Entscheidend für die Wirkung des Artilleriefeuers ist nicht so sehr die Zahl der auf den Feind geworfenen Granaten, als die Kürze der Zeit, in der dies geschieht.“
An der Westfront ließ „Durchbruchmüller“ auf einer Frontlänge von 80 Kilometern im Schnitt 100 Geschütze pro Kilometer auffahren.
Grundsätzlich geht es darum, dem Gegner durch massiven Einsatz von Artillerie, Panzern, Soldaten etc. das Gefühl zu vermitteln, er sei unterlegen, die Lage hoffnungslos.
Durch die Konfrontation mit einer scheinbar unbesiegbaren Kriegsmaschinerie soll der Feind die Hoffnung verlieren und fliehen. Im Idealfall ist also ein Kampfeinsatz nicht mehr nötig.
Im Irakkrieg nutzte die US-geführte Koalition zu diesem Zweck massive Panzerattacken, die durch ebenso massive Luftangriffe unterstützt wurden. Die irakischen Soldaten sahen sich so einer übermächtigen Armee gegenüber, gegen die sie scheinbar nichts ausrichten konnten.
Beim russischen Überfall auf die Ukraine 2022 versuchten die russischen Streitkräfte in den ersten Tagen durch eine „Shock-and-Awe“-Taktik eine schnelle Entscheidung herbeizuführen, scheiterten aber am massiven Widerstand der ukrainischen Armee.